# 5 Pułk Wojskowej Straży Granicznej
5 Pułk Wojskowej Straży Granicznej – jednostka organizacyjna Wojskowej Straży Granicznej w II Rzeczypospolitej.

## Formowanie i zmiany organizacyjne
W połowie 1919 Ministerstwo Spraw Wojskowych i Inspektorat Wojskowej Straży Granicznej czyniły przygotowania do przejęcia odcinków granicy na obszarze Pomorza Gdańskiego i obsadzenia granicy zachodniej w Wielkopolsce. 5 pułk WSG sformowany został przez Dowództwo Okręgu Generalnego „Poznań” w Lesznie ze zdemobilizowanych roczników 155 i 159 pułku piechoty oraz naboru rekrutów.
Wkrótce przejął granicę luzując 155 pułk piechoty. W połowie marca 1920 stan pułku wynosił 10 oficerów, 157 podoficerów, 97 starszych szeregowców i 240 szeregowców. Na jego lewym skrzydle aż do granicy czechosłowackiej pełnił służbę 2 pułk WSG.

## Żołnierze pułku
Obsada personalna 7 marca 1920:
- dowódca pułku – płk Apoloniusz Wysocki (od 26 VII 1919[5])
- adiutant pułku  – Zdzisław Erzepki?
- dowódca I dywizjonu – rtm. Jan Tyczyński
  - dowódca 1 szwadronu – ppor. Tadeusz Butkowski
  - dowódca 2 szwadronu – ppor. Franciszek Rogoziński
  - dowódca 3 szwadronu – ppor. Marian Wrzyszczyński
  - dowódca 4 szwadronu – ppor. Czesław Waligóra
- dowódca II dywizjonu – mjr Gustaw Soszyński (wyjechał służbowo)
  - nazwisk dowódców szwadronów nie podano